# Bromst
Bromst è il secondo album in studio del musicista statunitense Dan Deacon, pubblicato nel 2009.

## Tracce
1. Build Voice – 5:28
2. Red F – 4:38
3. Paddling Ghost – 4:05
4. Snookered – 8:04
5. Of the Mountains – 7:16
6. Surprise Stefani – 7:46
7. Wet Wings – 2:53
8. Woof Woof – 4:44
9. Slow With Horns / Run for Your Life – 6:35
10. Baltihorse – 6:21
11. Get Older – 6:30